# Diadenium
Diadenium là một chi thực vật có hoa trong họ Orchidaceae.